# Sălciile
Sălciile – wieś w Rumunii, w okręgu Prahova, w gminie Sălciile. W 2011 roku liczyła 1945 mieszkańców.